# Olympische Sommerspiele 1960/Leichtathletik – 10.000 m (Männer)
Der 10.000-Meter-Lauf der Männer bei den Olympischen Spielen 1960 in Rom wurde am 8. September 1960 im Stadio Olimpico ausgetragen. 32 Athleten nahmen teil.
Olympiasieger wurde Pjotr Bolotnikow aus der Sowjetunion. Er gewann vor dem Deutschen Hans Grodotzki und dem Australier Dave Power.
Neben Hans Grodotzki nahmen zwei weitere deutsche Athleten teil. Gerhard Hönicke beendete das Rennen auf Platz zwölf, Xaver Höger belegte Rang siebzehn. Läufer aus Österreich, der Schweiz und Liechtenstein nahmen nicht teil.

## Rekorde

### Bestehende Rekorde

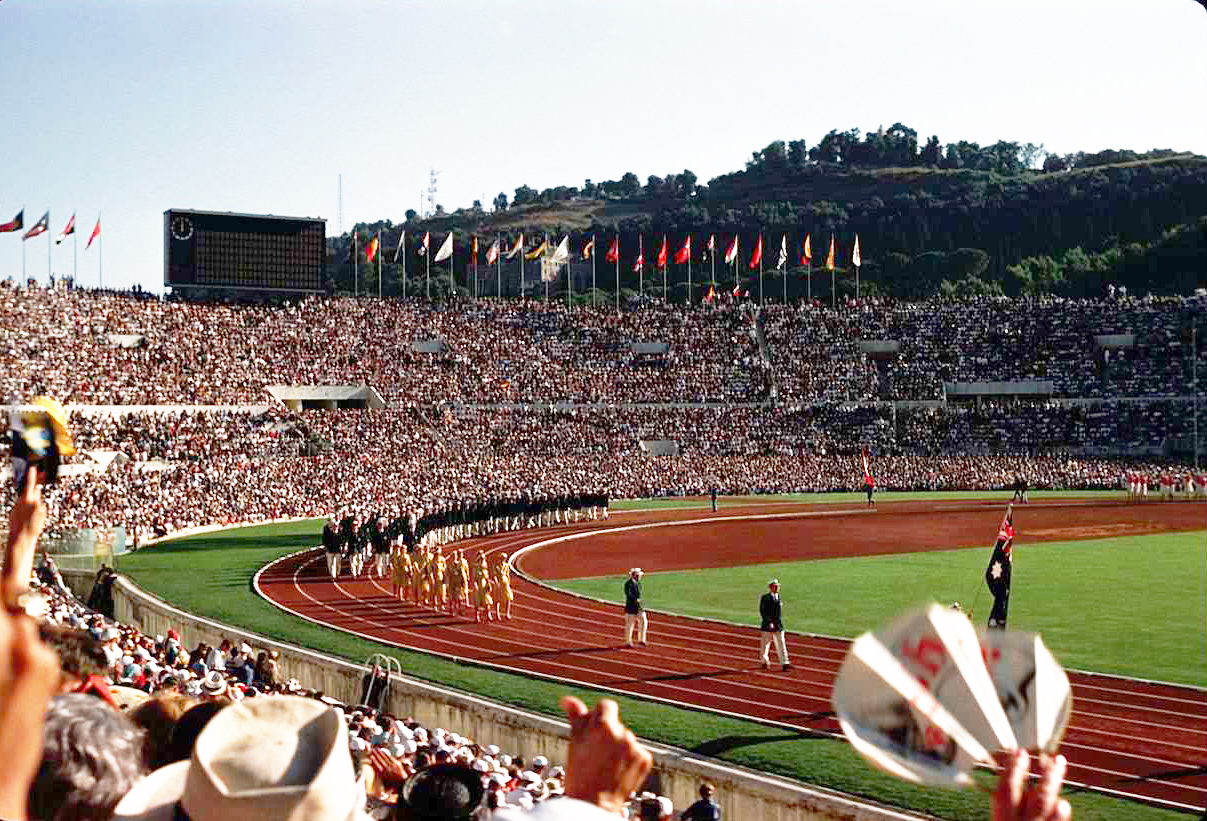
Das Olympiastadion während der Eröffnungsfeier

| Weltrekord         | 28:30,4 min | Wolodymyr Kuz ( Sowjetunion) | Moskau (Sowjetunion / heute Russland) | 11. September 1956 |
| Olympischer Rekord | 28:45,6 min | Wolodymyr Kuz ( Sowjetunion) | Melbourne (Australien)                | 23. November 1956  |

### Rekordverbesserung
Der sowjetische Olympiasieger Pjotr Bolotnikow verbesserte den bestehenden olympischen Rekord im Rennen am 8. September um 13,4 Sekunden auf 28:32,2 min. Zum Weltrekord fehlten ihm nur 1,8 Sekunden.

## Durchführung des Wettbewerbs
Die Läufer traten am 8. September um 17:15 Uhr zum Rennen an. Es wurden keine Qualifikationsläufe absolviert.

## Rennverlauf und Endergebnis

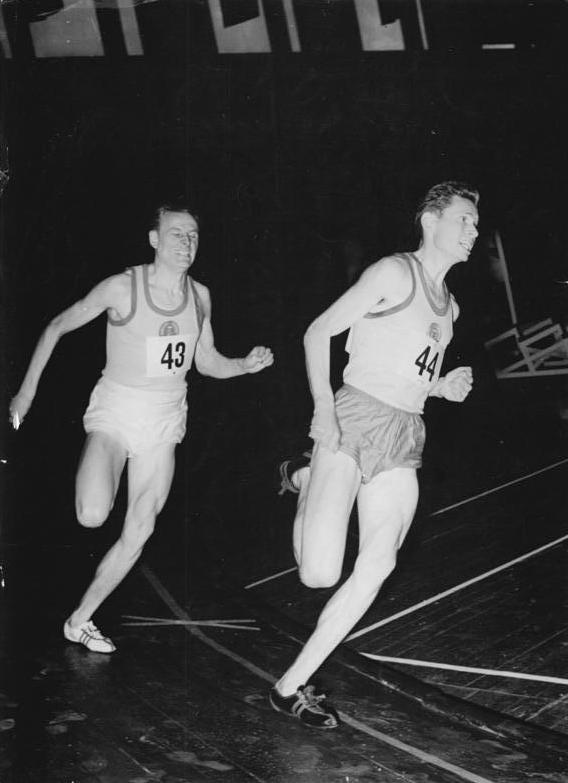
Hans Grodotzki (auf dem Foto an zweiter Stelle liegend) errang wie sechs Tage zuvor über 5000 Meter die Silbermedaille

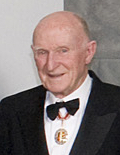
Murray Halberg (im Jahr 2009), hier in Rom Olympiasieger über 5000 Meter, kam auf den fünften Platz

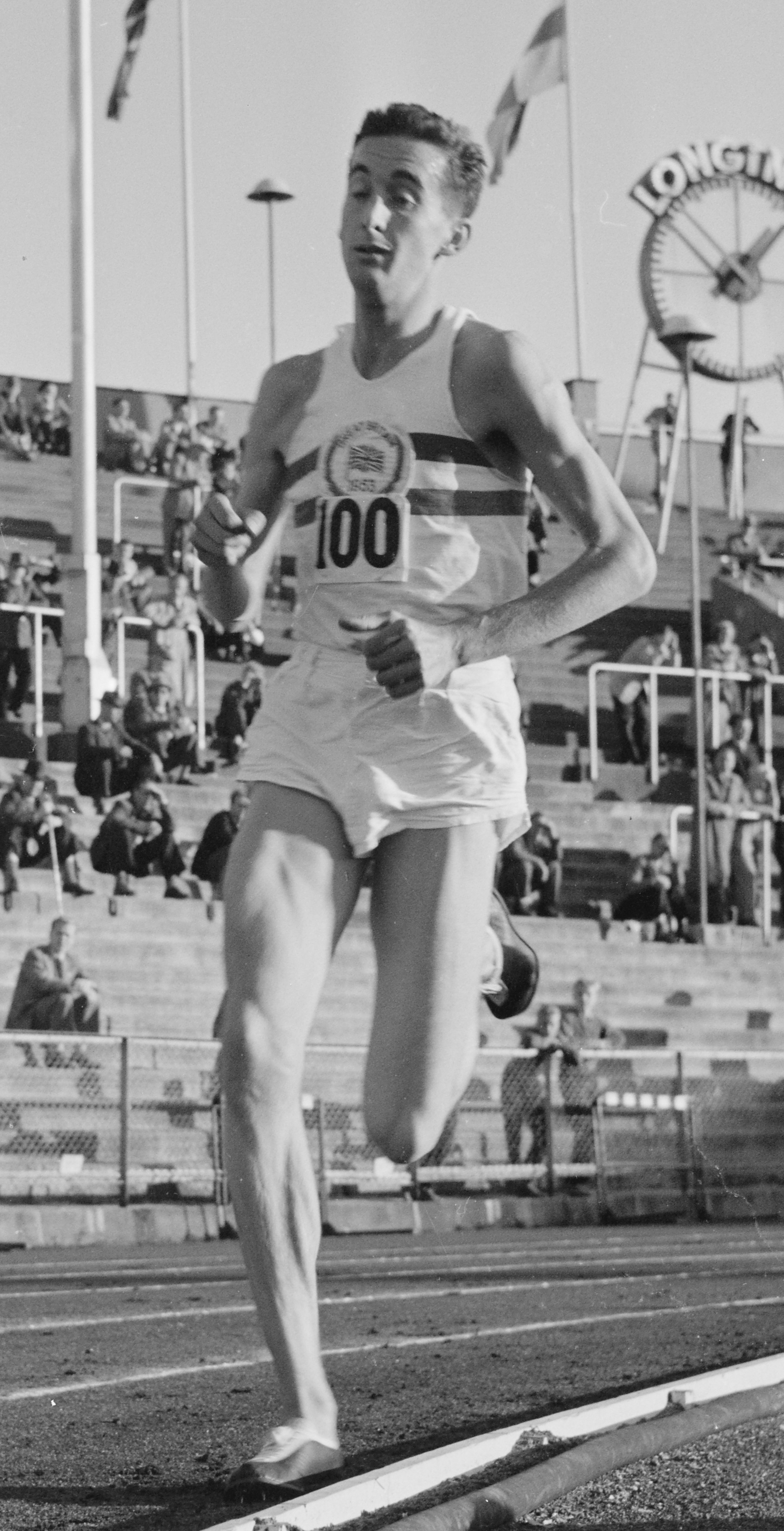
Der Olympiazweite von 1956 über 5000 Meter Gordon Pirie belegte Rang zehn

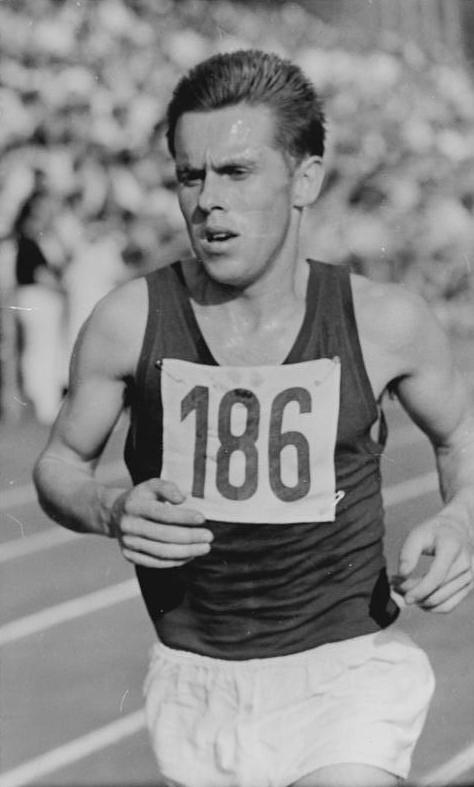
Der zwölftplatzierte Gerhard Hönicke

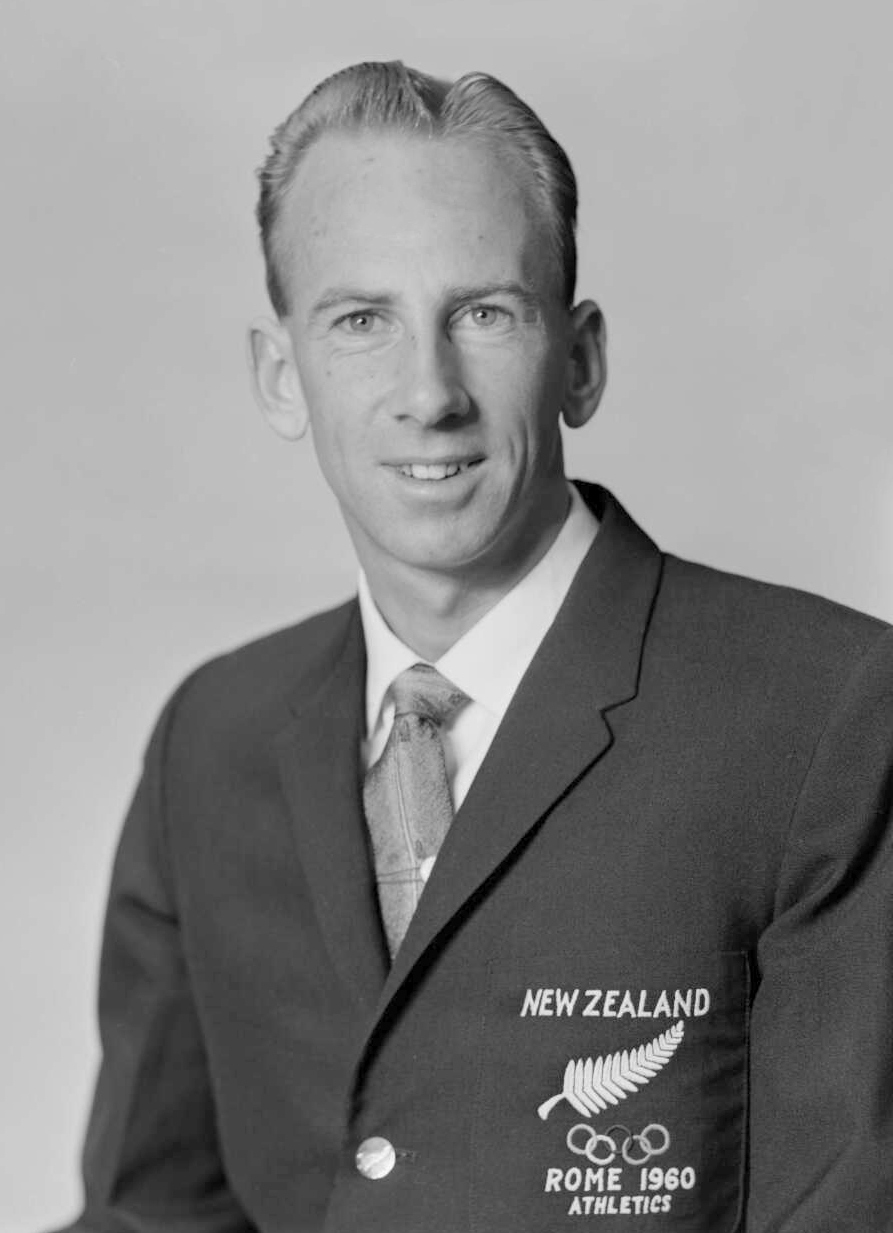
Rang 26 für Barry Magee zwei Tage später Olympiadritter im Marathonlauf

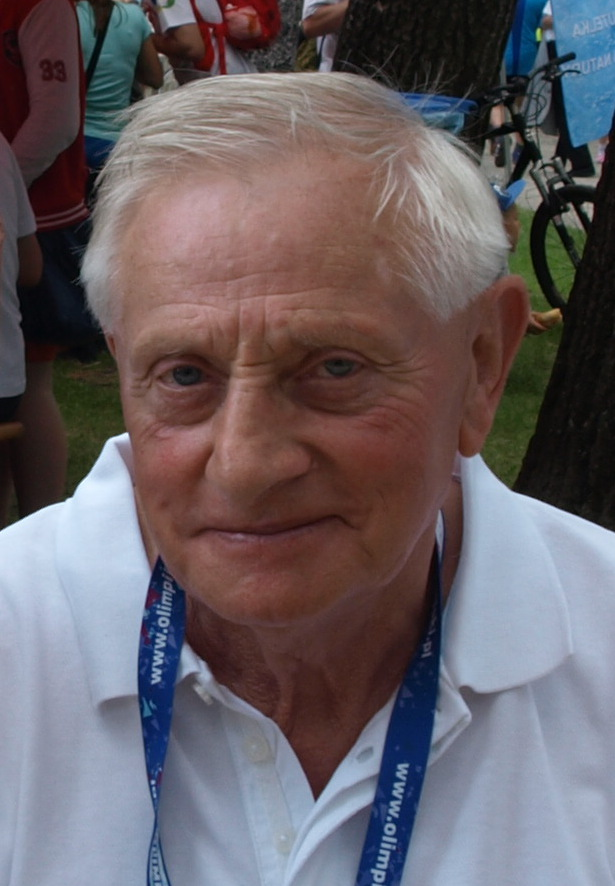
Kazimierz Zimny, Bronzemedaillengewinner über 5000 Meter, konnte sein Rennen nicht beenden

Datum: 5. September 1960, 17:15 Uhr
Anmerkung:

Auffällig sind teilweise erhebliche Differenzen zwischen den handgestoppten und den elektronischen Zeiten. Die Angaben sind aus den Quellen korrekt übernommen. Dennoch ist das so völlig unstimmig.
| Platz | Name                   | Nation           | Offizielle Zeit handgestoppt | Inoffizielle Zeit elektronisch |
| ----- | ---------------------- | ---------------- | ---------------------------- | ------------------------------ |
| 1     | Pjotr Bolotnikow       | Sowjetunion      | 28:32,2 min OR               | 28:32,18 min                   |
| 2     | Hans Grodotzki         | Deutschland      | 28:37,0 min                  | 28:37,22 min                   |
| 3     | Dave Power             | Australien       | 28:38,2 min                  | 28:37,65 min                   |
| 4     | Alexei Dessjattschikow | Sowjetunion      | 28:39,6 min                  | 28:39,72 min                   |
| 5     | Murray Halberg         | Neuseeland       | 28:48,5 min                  | 28:49,11 min                   |
| 6     | Max Truex              | USA              | 28:50,2 min                  | 28:50,34 min                   |
| 7     | Zdzisław Krzyszkowiak  | Polen            | 28:52,4 min                  | 28:52,75 min                   |
| 8     | John Merriman          | Großbritannien   | 28:52,6 min                  | 28:52,89 min                   |
| 9     | Martin Hyman           | Großbritannien   | 29:04,8 min                  | 29:05,11 min                   |
| 10    | Gordon Pirie           | Großbritannien   | 29:15,2 min                  | 29:15,49 min                   |
| 11    | Sándor Iharos          | Ungarn           | 29:15,8 min                  | 29:16,07 min                   |
| 12    | Gerhard Hönicke        | Deutschland      | 29:20,4 min                  | 29:20,14 min                   |
| 13    | Robert Bogey           | Frankreich       | 29:22,4 min                  | 29:22,53 min                   |
| 14    | Rhadi Ben Abdesselam   | Marokko          | 29:34,4 min                  | 29:32,00 min                   |
| 15    | József Kovács          | Ungarn           | 29:42,2 min                  | 29:34,71 min                   |
| 16    | Jewgeni Schukow        | Sowjetunion      | 29:20,4 min                  | 29:20,14 min                   |
| 17    | Xaver Höger            | Deutschland      | 29:58,0 min                  | 29:50,20 min                   |
| 18    | Stanisław Ożóg         | Polen            | 30:01,0 min                  | 29:58,00 min                   |
| 19    | Arere Anentia          | Kenia            | 30:03,0 min                  | 30:01,00 min                   |
| 20    | Constantin Grecescu    | Rumänien         | 30:04,8 min                  | 30:03,00 min                   |
| 21    | Simo Saloranta         | Finnland         | 30:12,4 min                  | 30:04,80 min                   |
| 22    | Hamoud Ameur           | Frankreich       | 30:25,4 min                  | 30:12,40 min                   |
| 23    | Hamida Addèche         | Frankreich       | 30:27,2 min                  | 30:25,40 min                   |
| 24    | Doug Kyle              | Kanada           | 30:31,6 min                  | 30:27,20 min                   |
| 25    | Carlos Pérez           | Spanien          | 30:35,8 min                  | 30:31,60 min                   |
| 26    | Barry Magee            | Neuseeland       | 30:39,4 min                  | 30:35,80 min                   |
| 27    | Franco Antonelli       | Italien          | 30:47,4 min                  | 30:39,40 min                   |
| 28    | Cyprian Tseriwa        | Südrhodesien     | 30:47,8 min                  | 30:47,80 min                   |
| 29    | Fevzi Pakel            | Türkei           | 32:06,2 min                  | 32:06,20 min                   |
| DNF   | Jaroslav Bohatý        | Tschechoslowakei |                              |                                |
| DNF   | Gebru Merawi           | Äthiopien        |                              |                                |
| DNF   | Kazimierz Zimny        | Polen            |                              |                                |
| DNS   | Kulwant Arora          | Indien           |                              |                                |
| DNS   | Ioannis Glezos         | Griechenland     |                              |                                |
| DNS   | Song Sam               | Südkorea         |                              |                                |
| DNS   | José Aceituno          | Chile            |                              |                                |
| DNS   | Hedwig Leenaert        | Belgien          |                              |                                |
| DNS   | George De Peana        | Guyana           |                              |                                |
| DNS   | Katsuo Nishida         | Japan            |                              |                                |
| DNS   | Myitung Naw            | Birma            |                              |                                |
| DNS   | Linus Diaz             | Ceylon           |                              |                                |
| DNS   | Miroslav Jurek         | Tschechoslowakei |                              |                                |
| DNS   | Nguyễn Văn Lý          | Südvietnam       |                              |                                |

Wie auch im Rennen über 5000 Meter gab es keinen ausgemachten Favoriten. Im Vorfeld hatte es Befürchtungen wegen der heißen Temperaturen gegeben. Aber am Renntag regnete es und das Thermometer zeigte nur 20° Celsius.
In der Anfangsphase versuchte sich der Marokkaner Rhadi Ben Abdesselam abzusetzen. Aber der sowjetische Läufer Jewgeni Schukow, der hier im Finale vor allem als Weichensteller für seinen Landsmann Pjotr Bolotnikow lief, führte das Feld wieder heran. Nun gab es wechselnde Spitzenpositionen, bis der Australier Dave Power bei etwa 7000 Meter das Tempo beschleunigte. Nur Bolotnikow und sein Landsmann Alexei Dessjattschikow sowie der Deutsche Hans Grodotzki konnten jetzt noch mitgehen. In der vorletzten Runde forcierte Bolotnikow noch einmal und holte damit einen Vorsprung heraus, der sich ständig vergrößerte. Er wurde mit fast fünf Sekunden vor Grodotzki Olympiasieger. Den Spurt um die Bronzemedaille gewann Power vor Dessjattschikow.
Insgesamt war es ein sehr schnelles Rennen. Der olympische Rekord wurde um siebzehn Sekunden verbessert und es hagelte Bestzeiten für viele der am Rennen beteiligten Läufer.
Hans Grodotzki errang die erste Medaille Deutschlands in dieser Disziplin. Für ihn persönlich war es nach der Silber über 5000 Meter die zweite Medaille bei diesen Spielen.
| 1000 m   | 2:48,2 min  | 2:48,2 min |
| 2000 m   | 5:37,4 min  | 2:49,2 min |
| 3000 m   | 8:29,7 min  | 2:52,3 min |
| 4000 m   | 11:24,6 min | 2:54,9 min |
| 5000 m   | 14:22,2 min | 2:57,6 min |
| 6000 m   | 17:18,6 min | 2:56,4 min |
| 7000 m   | 20:11,7 min | 2:53,1 min |
| 8000 m   | 23:01,8 min | 2:50,1 min |
| 9000 m   | 25:53,6 min | 2:51,8 min |
| 10.000 m | 28:32,2 min | 2:38,6 min |

## Video
- 1960 Summer Olympics in Rome 10,000m final, youtube.com, abgerufen am 12. Oktober 2017